# 200% Ulv
200% Ulv er en australsk animationsfilm fra 2024, der er instrueret af Alexs Stadermann. Filmen er en efterfølger til den tidligere film "100% Ulv"  om den lyserøde puddelhund Freddy.

## Handling
Freddys store ønske er at blive forvandlet til en rigtig varulv. Da en drilsk måneånd dukker op på Jorden, må Freddy genoprette den kosmiske balance, inden Jorden og Månen støder sammen. Sammen med Betty og sine andre hundevenner opsøger Freddy en troldkvinde, der kan hjælpe dem; men troldkvinden har en hemmelig plan, som udgør en fare for Freddy og hans varulveflok.

## Danske stemmer
- Oliver Due
- Lise Baastrup
- Karoline Hamm
- Stran Ezgi Benli
- Jesper Hagelskær Paasch

## Modtagelse

### USA
På det amerikanske websted Rotten Tomatoes, der opsummerer amerikanske mediers filmanmeldelser, var der 21. februar 2025 fire anmeldelser fra filmkritikere, hvoraf tre var negative.

### Danmark
Filmmagasinet Ekko gav filmen fire stjerner ud af seks og kaldte filmen en herligt gakket og vellykket børne-thriller.